# Saint-Remy-sur-Bussy
Saint-Remy-sur-Bussy is een gemeente in het Franse departement Marne (regio Grand Est) en telt 301 inwoners (1999). De plaats maakt deel uit van het arrondissement Châlons-en-Champagne.

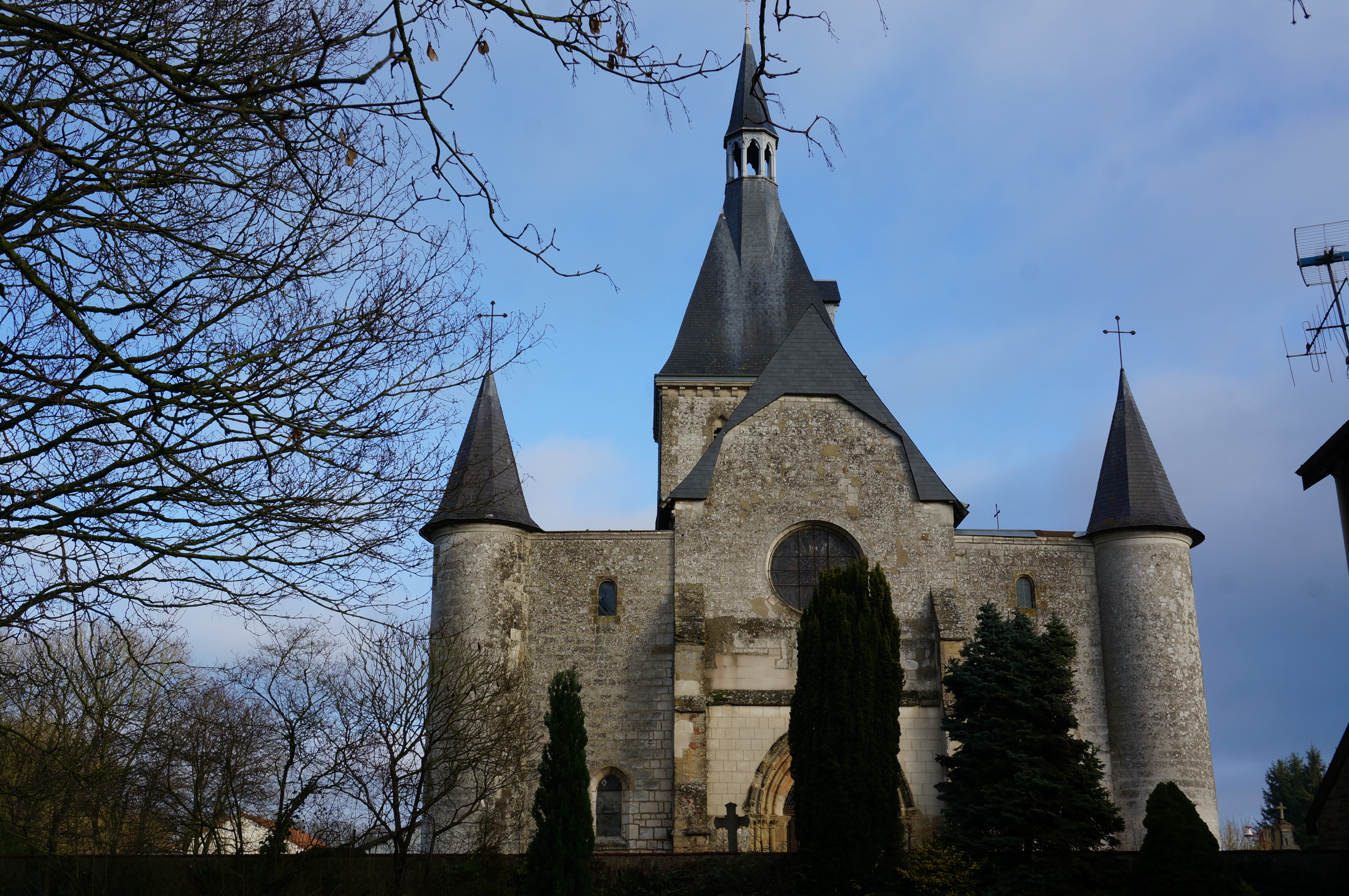
Kerk van Saint-Remy-sur-Bussy
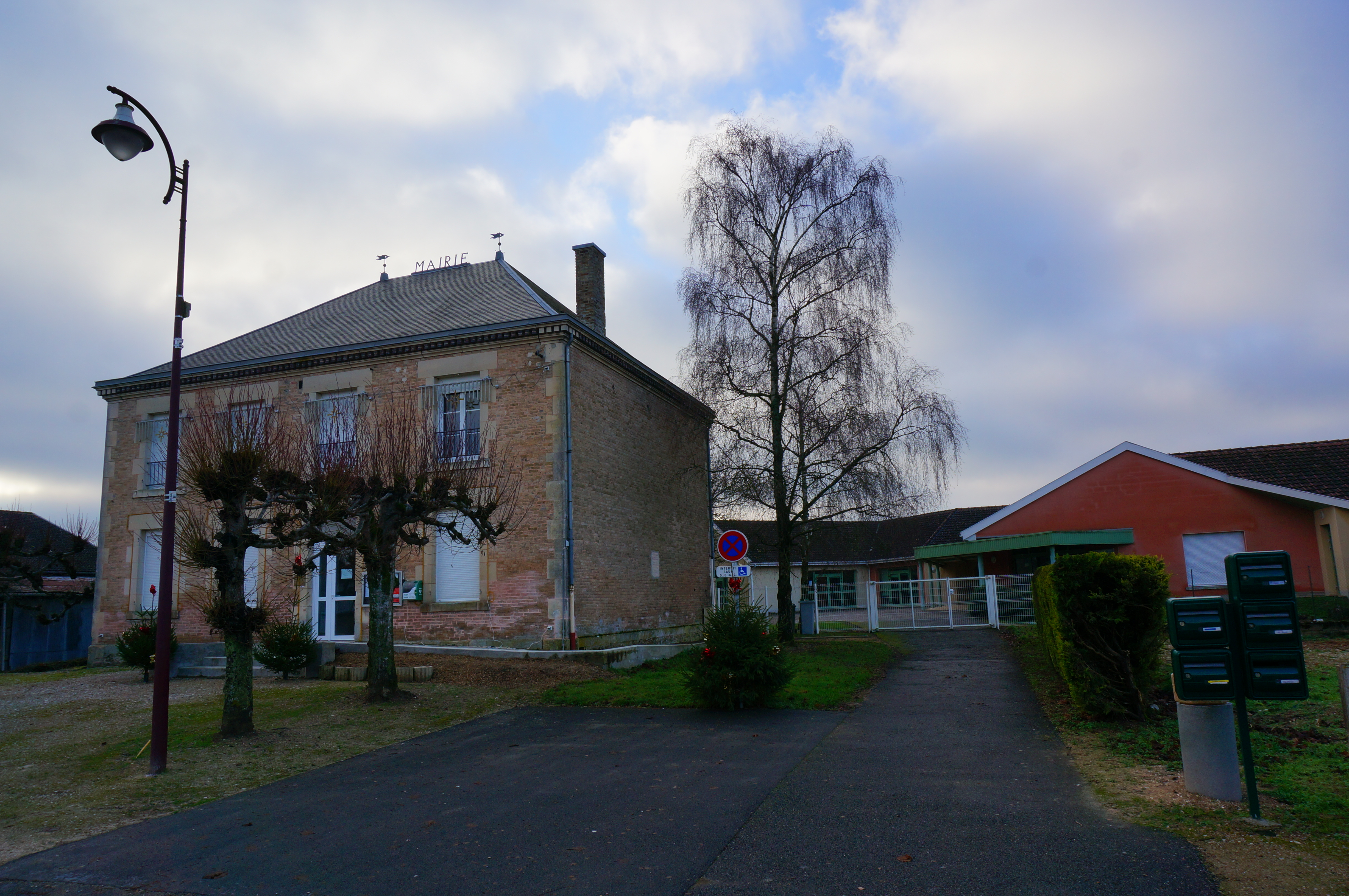
Gemeentehuis

## Geografie
De oppervlakte van Saint-Remy-sur-Bussy bedraagt 34,0 km², de bevolkingsdichtheid is 8,9 inwoners per km².
De onderstaande kaart toont de ligging van Saint-Remy-sur-Bussy met de belangrijkste infrastructuur en aangrenzende gemeenten.

## Demografie
Onderstaande figuur toont het verloop van het inwonertal (bron: INSEE-tellingen).